# Möderscheid
Möderscheid is een Duitstalige plaats in de deelgemeente Heppenbach, van de gemeente Amel in de Belgische provincie Luik

## Bezienswaardigheden
- De Sint-Barholomeüskapel, een eenvoudige kapel met vierkant torentje boven de westgevel.

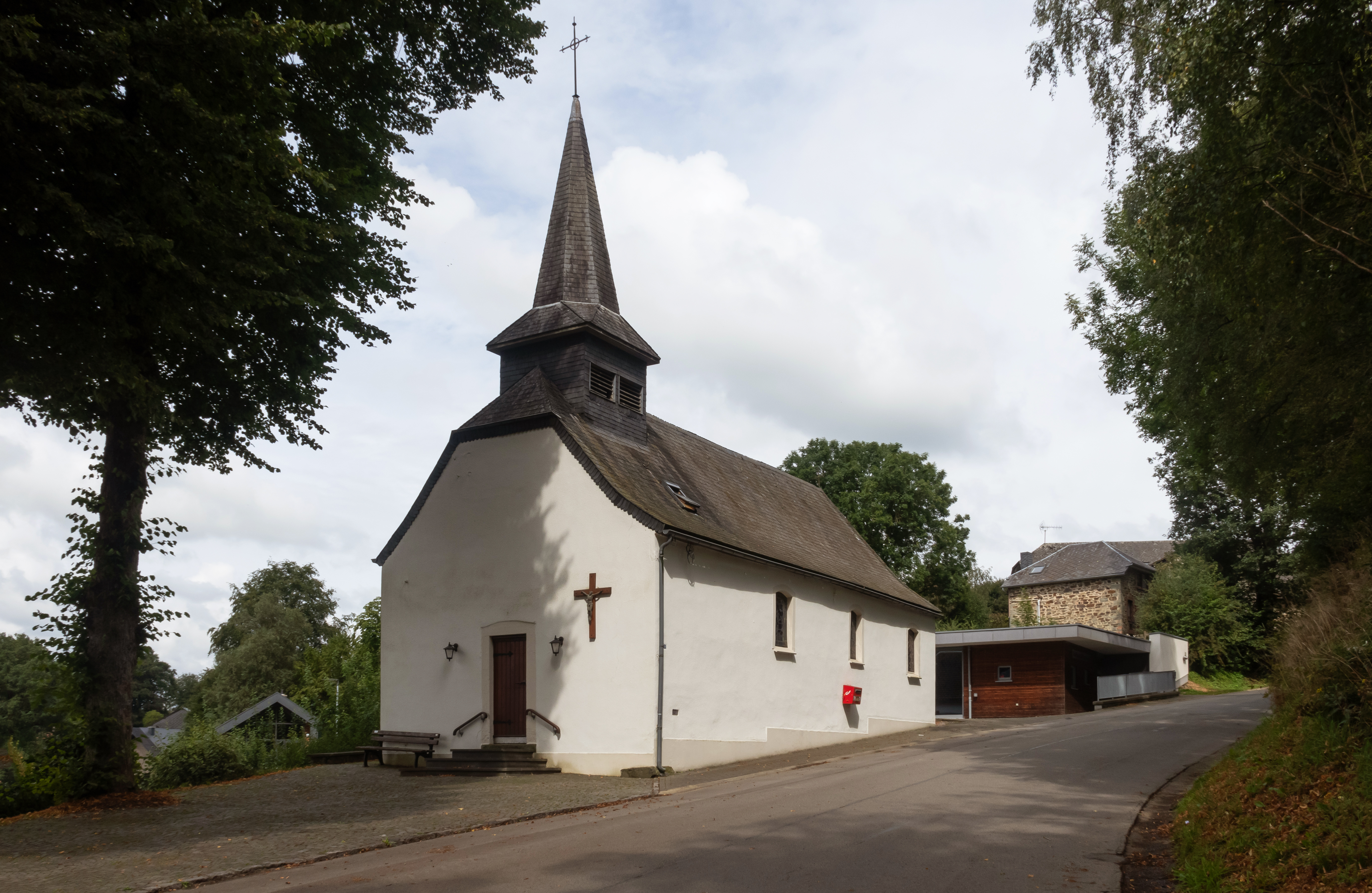
Kapel: Kapelle Sankt Brigitta

## Nabijgelegen kernen
Schoppen, Amel, Heppenbach, Büllingen
Deelgemeenten: Amel · Heppenbach · Meyerode

Overige kernen: Born · Deidenberg · Eibertingen · Halenfeld · Hepscheid · Herresbach · Iveldingen · Medell · Mirfeld · Möderscheid · Montenau · Schoppen · Valender · Wereth

Belgische gemeenten · Duitstalige Gemeenschap · Arrondissement Verviers · Luik · Wallonië